# Maria Elisabeth de Baviera
La princesa Maria Elisabeth de Baviera (alemany: Prinzessin Maria Elisabeth Franziska Josepha Therese von Bayern; 9 de setembre de 1914 - 13 de maig de 2011) va ser l'esposa del príncep Pedro Henrique del Brasil i mare dels caps de la Casa Imperial Lluís Gastó i Bertrand del Brasil, és àvia dels prínceps Rafael, Amélia, Pedro Luiz i Maria Gabriela fills del príncep Antônio del Brasil (germà de Lluís Gastó i Bertrand, i actual príncep imperial del Brasil). Si el Brasil hagués quantificat com a monarquia hauria estat l'emperadriu consort del Brasil des de 1921 fins a 1981, era la filla gran del príncep Francesc de Baviera, tercer fill de Lluís III de Baviera. Fou coneguda com l'"Emperadriu mare".
La princesa Maria Elisabet de Baviera va néixer al palau de Nymphenburg, Múnic, Regne de Baviera, segon fill i primera filla del príncep Francesc de Baviera (1875–1957), (fill de Lluís III de Baviera i de l'arxiduquessa Maria Teresa d'Àustria-Este) i la seva dona, la princesa Isabel Antonie de Croÿ (1890–1982), (filla de Karl Alfred, duc de Croÿ i de la princesa Ludmilla d'Arenberg).

## Fills i descendents
- Príncep Luiz Gastão Maria Jose Pio de Orléans-Bragança e Wittelsbach (6 de juny de 1938 a Mandelieu-la-Napoule - 15 de juliol de 2022 a São Paulo), antic cap de la Casa Imperial del Brasil (segons la branca de Vassouras). Solter i sense descendència.
- El príncep Eudes Maria Ranieri Pedro José de Orléans-Bragança i Wittelsbach (8 de juny de 1939 a Mandelieu-la-Napoule - 13 d'agost de 2020 a Rio de Janeiro[3]), es va casar per primera vegada el 14 de maig de 1967 a São Paulo amb Ana Maria de Cerqueira César Moraes de Barros (nascut el 20 de novembre de 1945 a São Paulo). Es van divorciar el 1976. Tenen dos fills (entre ells el polític brasiler Luiz Philippe de Orléans i Bragança). Es va tornar a casar el 26 de març de 1976 a Rio de Janeiro amb Mercedes Willemsens Neves da Rocha (nascuda el 26 de gener de 1955 a Petrópolis). Tenen quatre fills.
- Príncep Bertrand Maria José Pio Januaria de Orléans-Bragança e Wittelsbach (nascut el 2 de febrer de 1941 a Mandelieu-la-Napoule), actual cap de la Casa Imperial del Brasil (segons la branca de Vassouras). Solter i sense descendència.
- Princesa Isabel Maria Josefa Henriqueta Francisca de Orléans-Bragança e Wittelsbach (4 d'abril de 1944 a La Bourboule – 5 de novembre de 2017 a Rio de Janeiro). Va morir solter i sense descendència.
- El príncep Pedro d'Alcántara Henrique Maria Miguel Gabriel Rafael Gonzaga de Orléans-Bragança e Wittelsbach (nascut l'1 de desembre de 1945 a Petrópolis), es va casar el 4 de juliol de 1974 a Rio de Janeiro, Maria de Fátima Baptista de Oliveira Rocha (nascuda el 14 de juliol de 1952 a Rio de Janeiro). Janeiro). Tenen cinc fills.
- El príncep Fernando Diniz Maria José Miguel Gabriel Rafael Gonzaga de Orléans-Bragança e Wittelsbach (nascut el 2 de febrer de 1948 a Petrópolis), es va casar el 19 de març de 1975 a Rio de Janeiro, Maria de Graça de Siqueira Carvalho Baere de Araújo (nascuda el 27 de juny de 1952 a Rio de Janeiro). de Janeiro).
- El príncep Antônio João Maria José Jorge Miguel Gabriel Rafael Gonzaga de Orléans-Bragança e Wittelsbach (24 de juny de 1950 a Rio de Janeiro – 8 de novembre de 2024 a Rio de Janeiro), es va casar el 25 de setembre de 1981 a Belœil, la princesa Christine de Ligne (nascuda l'11 d'agost de 1955 a Belœil), filla de Antoine, 13è príncep de Ligne i la princesa Alix de Luxemburg. Tenen quatre fills. Príncep imperial del Brasil (segons la branca Vassouras).
- Princesa Eleonora Maria Josefa Rosa Filipa Miguela Gabriela Rafaela Gonzaga de Orléans-Bragança e Wittelsbach (nascut el 20 de maig de 1953 a Jacarezinho), es va casar el 10 de març de 1981 a Rio de Janeiro, Michel, 14è príncep de Ligne (nascut el 26 de maig de 1951 a Belœil), fill d'Antoine, 13è príncep de Ligne, i de la princesa Alix de Luxemburg. Tenen dos fills.
- El príncep Francisco Maria José Rasso Miguel Gabriel Rafael Gonzaga de Orléans-Bragança e Wittelsbach (nascut el 6 d'abril de 1955 a Jacarezinho), es va casar el 28 de desembre de 1980 a Rio de Janeiro amb Cláudia Regina Lisboa Martins Godinho (nascuda l'11 de juliol de 1954 a Rio de Janeiro). Tenen tres filles.
- El príncep Alberto Maria José João Miguel Gabriel Rafael Gonzaga de Orleans-Bragança e Wittelsbach (nascut el 23 de juny de 1957 a Jundiaí do Sul), es va casar l'11 de gener de 1983 a Rio de Janeiro, Maritza Bulcão Ribas Bockel (nascuda el 29 d'abril de 1961 a Rio de Janeiro). Tenen quatre fills.
- La princesa Maria Teresa Aldegunda Luiza Josefa Micaela Gabriela Rafaela Gonzaga de Orléans-Bragança e Wittelsbach (nascuda el 14 de juliol de 1959 a Jundiaí do Sul), es va casar el 4 de novembre de 1995 a Rio de Janeiro amb Johannes Hessel de Jong (nascut el 5 de març de 1954 a Joure). Tenen dos fills.
- La princesa Maria Gabriela Dorotèa Isabel Josefa Micaela Gabriela Rafaela Gonzaga de Orléans-Bragança e Wittelsbach (nascuda el 14 de juliol de 1959 a Jundiaí do Sul), es va casar el 20 de desembre de 2003 a Teresópolis, amb Theodore Senna de Hungria da Silva Machado (nascut el 12 de juliol de 1954 a Petrópolis). Es van divorciar l'any 2005. Es va tornar a casar amb João Marcos Pilli.